# Куп шест нација 2001.
Куп шест нација 2001. (службени назив: 2001 Six Nations Championship) је било 108. издање овог најелитнијег репрезентативног рагби такмичења Старог континента, а 2. од проширења Купа пет нација на Куп шест нација.
Турнир је освојила Енглеска која је декласирала све противнике у прва четири кола. "Црвеним ружама" је измакао Гренд слем у последњем колу, пошто су доживели пораз од Ирске у Даблину. На трећем месту завршила је Шкотска, а Италија је изгубила све утакмице. 

## Учесници
Напомена:
Северна Ирска и Република Ирска наступају заједно.
|   | Селекција                      | Стадион                             | Селектор          |
| - | ------------------------------ | ----------------------------------- | ----------------- |
| 1 | Рагби репрезентација Француске | Стад де Франс, Париз (81 338)       | Бернар Лапорт     |
| 2 | Рагби репрезентација Италије   | Стадион Фламинио, Рим (30 000)      | Бред Џонстон      |
| 3 | Рагби репрезентација Енглеске  | Стадион Твикенам, Лондон (82 000)   | Сер Клајв Вудвард |
| 4 | Рагби репрезентација Шкотске   | Стадион Марифилд, Единбург (67 144) | Сер Ијан Макгикан |
| 5 | Рагби репрезентација Велса     | Стадион Миленијум, Кардиф (74 500)  | Сер Грејам Хенри  |
| 6 | Рагби репрезентација Ирске     | Ленсдаун роуд, Даблин (48 000)      | Ворен Гатланд     |

## Такмичење

### Прво коло
Италија - Ирска 22-41
Велс - Енглеска 44-15
Француска - Шкотска 16-6

### Друго коло
Ирска - Француска 22-15
Енглеска - Италија 80-23
Шкотска - Велс 28-28

### Треће коло
Италија - Француска 19-30
Енглеска - Шкотска 43-3

### Четврто коло
Француска - Велс 35-43
Шкотска - Италија 23-19

### Пето коло
Енглеска - Француска 48-19
Италија - Велс 23-33

### Заостале утакмице
Шкотска - Ирска 32-10
Велс - Ирска 6-36
Ирска - Енглеска 20-14

## Табела
|   | Селекција                      | ИГ | Д | Н | И | ПД  | ПП  | ПР   | ЕД | Б |  |
| - | ------------------------------ | -- | - | - | - | --- | --- | ---- | -- | - |  |
| 1 | Рагби репрезентација Енглеске  | 5  | 4 | 0 | 1 | 229 | 80  | +149 | 29 | 8 |  |
| 2 | Рагби репрезентација Ирске     | 5  | 4 | 0 | 1 | 129 | 89  | +40  | 11 | 8 |  |
| 3 | Рагби репрезентација Шкотске   | 5  | 2 | 1 | 2 | 92  | 116 | -24  | 8  | 5 |  |
| 4 | Рагби репрезентација Велса     | 5  | 2 | 1 | 2 | 125 | 166 | -41  | 10 | 5 |  |
| 5 | Рагби репрезентација Француске | 5  | 2 | 0 | 3 | 115 | 138 | -23  | 9  | 4 |  |
| 6 | Рагби репрезентација Италије   | 5  | 0 | 0 | 5 | 106 | 207 | -101 | 8  | 0 |  |

| Победник Купа шест нација 2001.          |
| ---------------------------------------- |
| Рагби репрезентација Енглеске 24. титула |

## Индивидуална стастика
Највише поена
- Џони Вилкинсон 89, Енглеска

Највише есеја
- Вил Гринвуд 6, Енглеска